# La. Ganesan
Artykuł ten został zgłoszony do umieszczenia na stronie głównej w rubryce „Czy wiesz”.
Pomóż nam go sprawdzić: oceń zgłoszoną nominację.
La. Ganesan (tamil. இல. கணேசன்; ur. 16 lutego 1945, zm. 15 sierpnia 2025) – indyjski polityk.

## Życiorys
Urodził się 16 lutego 1945 w Tańdźawurze. Pochodził z rodziny bramińskiej. Był synem Ilakkumirakavana i Alamelu. Wcześnie stracił ojca, w związku z czym mieszkał ze swoim bratem w okresie edukacji szkolnej. Podążając za rodzinną tradycją już jako pięciolatek związał się ze skrajnie prawicową, hinduską Narodową Organizacją Ochotników (Rashtriya Swayamsevak Sangh, RSS). Początkowo pracował w administracji skarbowej, w latach 70. został pełnoetatowym działaczem RSS. Podczas stanu wyjątkowego (1975-1977) przez blisko rok ukrywał się w obawie przed aresztowaniem. Stopniowo pokonywał kolejne szczeble w organizacyjnej hierarchii, brał udział w protestach przeciwko zbiorowej konwersji na islam w Meenakshipuram w 1981, zaangażował się także w wysiłki na rzecz mediacji podczas zamieszek w Mandaikkadu w 1982. W 1991 został skierowany do Indyjskiej Partii Ludowej (BJP) stanowiącej polityczne ramię RSS. Na przestrzeni dekad odegrał istotną rolę we wzmacnianiu struktur partyjnych w rodzinnym stanie, tradycyjnie niechętnym wobec motywowanego religijnie politycznego ekstremizmu. Ceniony przez partyjne kierownictwo za swoje zdolności organizacyjne był między innymi sekretarzem tamilskich struktur BJP oraz przewodniczącym partii w Tamilnadu między 2006 a 2009. Na poziomie ogólnokrajowym pełnił funkcję sekretarza generalnego BJP, był także jednym z wiceprzewodniczących macierzystej formacji.
W 2009 i 2014 bezskutecznie ubiegał się o mandat posła izby niższej parlamentu federalnego kandydując z okręgu Chennai South. W 2016 został natomiast wybrany do izby wyższej parlamentu federalnego. Reprezentował w niej stan Madhya Pradesh. Z mandatu zrezygnował w 2018. W 2021 mianowano go gubernatorem położonego na północnym wschodzie kraju stanu Manipur. Funkcję tę pełnił do 2023. W 2022 dodatkowo powierzono mu obowiązki gubernatora stanu Bengal Zachodni. W 2023 przeniesiono go na tę samą pozycję w innym stanie północnego wschodu Indii, został bowiem gubernatorem Nagalandu. Funkcję tę pełnił aż do śmierci.
Nigdy nie założył rodziny, znany był z prostoty oraz ascetycznego trybu życia. Jego głębokie zainteresowanie literaturą pozwoliło mu na nawiązanie kontaktów z postaciami o poglądach nierzadko diametralnie odmiennych. Przyjaźnił się na przykład z Karunanidhim, wieloletnim szefem tamilskiego rządu stanowego, a przy tym przywódcą lewicowej Drawidyjskiej Federacji Postępu (DMK) oraz wybitnym pisarzem. Władał biegle kilkoma językami, poza ojczystym językiem tamilskim opanował także hindi, malajalam oraz telugu. 8 sierpnia 2025 doznał poważnych obrażeń głowy w wyniku upadku w swym mieszkaniu w tamilskiej stolicy. Zmarł 15 sierpnia 2025 roku w Ćennaj w wieku 80 lat.